# Hypena multritricha
Hypena multritricha är en fjärilsart som beskrevs av Lucas 1895. Hypena multritricha ingår i släktet Hypena och familjen nattflyn. Inga underarter finns listade i Catalogue of Life.